# Seixal Futebol Clube
O Seixal Clube 1925 (antigamente chamado por Seixal Futebol Clube) é um clube português da cidade do Seixal, distrito de Setúbal. O Clube foi fundado em 1925.

## Histórico no Futebol (até 06/07)
|                   | Nº Presenças | Venceu |
| ----------------- | ------------ | ------ |
| Temporadas na 1ª  | 2            |        |
| Temporadas na 2ª  | 0            |        |
| Temporadas na 2ªB | 28           |        |
| Temporadas na 3ª  | 35           |        |
| Taça de Portugal  | -            |        |
| Taça da Liga      | 0            |        |

## História
Em 2002-2003, o clube participava na zona Sul da 2ª Divisão, tendo-se classificado em 20º lugar, descendo à 3ª Divisão.
Após a queda na 3ª divisão, segue-se a queda para o Campeonato Distrital de Setúbal, consegue um 4º lugar em 2006-2007 mas a Direcção decide extinguir a equipa sénior por motivos financeiros, sendo que para a época 2007-2008, não haverá equipa do Seixal Futebol Clube em futebol sénior.
Atualmente disputa a 2ª Divisão Distrital - Setúbal

## Estádio
O clube joga atualmente no Estádio do Bravo. O estádio foi vendido em hasta pública ao Sport Lisboa e Benfica que este o deu a Câmara Municipal do Seixal em troca de terrenos junto ao Caixa Futebol Campos que o esta a remodelar.

## Palmarés
Campeão nacional III Divisão: 1960/61, 1967/68 e perdeu ainda a final de 1999/2000, tendo disputado por duas épocas 1ª divisão nacional nas épocas de 1962/63 e 1963/64.
Iª Divisão Distrital - Setúbal: (4) 1984/85, 1955/56, 1954/55 e 1951/52
Na época de 2006/07 disputou a 1ª divisão distrital da Associação de Futebol de Setúbal, e foi a última em que participou com o futebol sénior, pois viria a ser extinto .

## Modalidades praticadas
- Futebol
- Futsal
- Basquetebol